# Амбел (Техас)
Амбел (англ. Humble) — місто (англ. city) в США, в окрузі Гарріс штату Техас. Населення — 16 795 осіб (2020).

## Географія
Амбел розташований за координатами 29°59′17″ пн. ш. 95°16′6″ зх. д. / 29.98806° пн. ш. 95.26833° зх. д. (29.988144, -95.268310).  За даними Бюро перепису населення США в 2010 році місто мало площу 25,53 км², з яких 25,32 км² — суходіл та 0,21 км² — водойми.

## Демографія
Згідно з переписом 2010 року, у місті мешкали 15 133 особи в 5418 домогосподарствах у складі 3621 родини. Густота населення становила 593 особи/км².  Було 6191 помешкання (242/км²).
Расовий склад населення:
| - 54,0 % — білих - 21,6 % — чорних або афроамериканців - 2,7 % — азіатів - 1,0 % — вихідців з тихоокеанських островів - 0,8 % — корінних американців - 16,0 % — осіб інших рас |

До двох чи більше рас належало 3,9 %. Частка іспаномовних становила 41,2 % від усіх жителів.
За віковим діапазоном населення розподілялося таким чином: 27,5 % — особи молодші 18 років, 62,9 % — особи у віці 18—64 років, 9,6 % — особи у віці 65 років та старші. Медіана віку мешканця становила 32,1 року. На 100 осіб жіночої статі у місті припадало 96,6 чоловіків;  на 100 жінок у віці від 18 років та старших — 94,0 чоловіків також старших 18 років.
Середній дохід на одне домашнє господарство  становив 49 450 доларів США (медіана — 38 682), а середній дохід на одну сім'ю — 52 897 доларів (медіана — 39 690). Медіана доходів становила 37 339 доларів для чоловіків та 28 937 доларів для жінок. За межею бідності перебувало 18,9 % осіб, у тому числі 25,9 % дітей у віці до 18 років та 10,1 % осіб у віці 65 років та старших.
Цивільне працевлаштоване населення становило 6929 осіб. Основні галузі зайнятості: освіта, охорона здоров'я та соціальна допомога — 20,4 %, мистецтво, розваги та відпочинок — 16,7 %, транспорт — 10,5 %, роздрібна торгівля — 10,4 %.

## Персоналії
- Говард Г'юз (1905-1976) — американський промисловець-підприємець, інженер, піонер і новатор американської авіації, режисер, кінопродюсер.